# Decatropis bicolor
Decatropis bicolor là một loài thực vật có hoa trong họ Cửu lý hương. Loài này được (Zucc.) Radlk. mô tả khoa học đầu tiên năm 1886.